# Together Forever (The Marshall Tucker Band)
| Recensione              | Giudizio    |
| ----------------------- | ----------- |
| AllMusic                | [ 1 ]       |
| Sputnikmusic            | 3.7 (Great) |
| Dizionario del Pop-Rock | [ 3 ]       |
| 24.000 dischi           | [ 4 ]       |

Together Forever è un album della The Marshall Tucker Band, pubblicato dalla Capricorn Records nel 1978.

## Tracce
Lato A
1. I'll Be Loving You – 5:30 (Toy Caldwell)
2. Love Is a Mystery – 7:11 (Toy Caldwell)
3. Singing Rhymes – 3:10 (Toy Caldwell)

Durata totale: 15:51
Lato B
1. Dream Lover – 4:40 (Jerry Eubanks, George McCorkle)
2. Everybody Needs Somebody – 4:41 (Jerry Eubanks, Doug Gray, George McCorkle)
3. Change Is Gonna Come – 6:28 (Tommy Caldwell)
4. Asking Too Much of You – 6:30 (Toy Caldwell)

Durata totale: 22:19
Edizione CD del 2004, pubblicato dalla Shout! Factory Records (DK 37543)
1. I'll Be Loving You – 5:31 (Toy Caldwell)
2. Love Is a Mystery – 7:11 (Toy Caldwell)
3. Singing Rhymes – 3:16 (Toy Caldwell)
4. Dream Lover – 4:38 (Jerry Eubanks, George McCorkle)
5. Everybody Needs Somebody – 4:41 (Jerry Eubanks, Doug Gray, George McCorkle)
6. Change Is Gonna Come – 6:29 (Tommy Caldwell)
7. Asking Too Much of You – 6:31 (Toy Caldwell)
8. Bound and Determined (Live) – 5:13 (Toy Caldwell) – Bonus Track

Durata totale: 43:30
- Brano Bound and Determined, registrato dal vivo il 2 novembre 1975 al Armadillo Word H.Q. di Austin, Texas.

## Formazione
- Toy Caldwell - chitarra solista, chitarra acustica, chitarra steel
- Toy Caldwell - voce solista (brano: Singing Rhymes)
- George McCorkle - chitarra ritmica, chitarra acustica
- Doug Gray - voce solista, percussioni
- Tommy Caldwell - basso elettrico, accompagnamento vocale
- Tommy Caldwell - chitarra acustica (brano: Asking Too Much of You)
- Jerry Eubanks - flauto, sassofono alto, accompagnamento vocale, percussioni
- Paul Riddle - batteria